# Mândra (okręg Ardżesz)
Mândra – wieś w Rumunii, w okręgu Ardżesz, w gminie Bârla. W 2011 roku liczyła 485 mieszkańców.